# Ngarjosari
Ngarjosari is een bestuurslaag in het regentschap Wonogiri van de provincie Midden-Java, Indonesië. Ngarjosari telt 3224 inwoners (volkstelling 2010).